# Ribaute
Ribaute település Franciaországban, Aude megyében. Lakosainak száma 264 fő (2022. január 1.). Ribaute Camplong-d’Aude, Lagrasse és Tournissan községekkel határos.

## Népesség
A település népessége az elmúlt években az alábbi módon változott:
| Lakosok száma | 285  | 232  | 190  | 217  | 290  | 280  | 276  | 270  | 267  | 264  |
|               | 1968 | 1982 | 1990 | 2006 | 2013 | 2015 | 2017 | 2019 | 2020 | 2022 |